# Хородиштеа (Ботошани)
Хородиштеа (рум. Horodiștea) насеље је у Румунији у округу Ботошани у општини Палтиниш. Oпштина се налази на надморској висини од 187 m.

## Становништво
Према подацима из 2002. године у насељу је живело 958 становника, од којих су сви румунске националности.